# Reece James (voetballer, 1999)
Reece James (Redbridge, 8 december 1999) is een Engels voetballer die doorgaans als rechtsback speelt. Hij stroomde in 2018 door vanuit de jeugd van Chelsea. Zijn twee jaar jongere zus Lauren James is ook actief bij de nationale ploeg van Engeland.

## Clubcarrière

### Chelsea
James werd op zesjarige leeftijd opgenomen in de jeugdopleiding van Chelsea. Hij tekende in juni 2018 een vierjarig contract en werd hij meteen verhuurd aan Wigan Athletic. Daarvoor debuteerde hij op 4 augustus 2018 in de Championship, tegen Sheffield Wednesday. Dat seizoen miste hij slechts twee wedstrijden: hij kwam tot 46 wedstrijden en drie goals.
Het seizoen erop debuteerde hij in de EFL Cup namens Chelsea, met een goal en een assist tegen Grimsby Town. Tegen het einde van het seizoen had James Chelsea-aanvoerder Cesar Azpilicueta gepasseerd als eerste rechtsback.

## Clubstatistieken
| Seizoen     | Club             | Competitie     | Competitie | Competitie | Competitie | Beker | Beker | Beker | Internationaal | Internationaal | Internationaal | Totaal | Totaal | Totaal |
| Seizoen     | Club             | Competitie     | Wed.       | Dlp.       | Ass.       | Wed.  | Dlp.  | Ass.  | Wed.           | Dlp.           | Ass.           | Wed.   | Dlp.   | Ass.   |
| ----------- | ---------------- | -------------- | ---------- | ---------- | ---------- | ----- | ----- | ----- | -------------- | -------------- | -------------- | ------ | ------ | ------ |
| 2018/19     | → Wigan Athletic | Championship   | 45         | 3          | 3          | 1     | 0     | 0     | —              | —              | —              | 46     | 3      | 3      |
| Club Totaal | Club Totaal      | Club Totaal    | 45         | 3          | 3          | 1     | 0     | 0     | 0              | 0              | 0              | 46     | 3      | 3      |
| 2019/20     | Chelsea          | Premier League | 24         | 0          | 2          | 7     | 1     | 1     | 6              | 1              | 0              | 37     | 2      | 3      |
| 2020/21     | Chelsea          | Premier League | 32         | 1          | 2          | 5     | 0     | 2     | 10             | 0              | 1              | 47     | 1      | 5      |
| 2021/22     | Chelsea          | Premier League | 26         | 5          | 9          | 7     | 0     | 1     | 6              | 1              | 0              | 39     | 6      | 10     |
| 2022/23     | Chelsea          | Premier League | 7          | 1          | 1          | 0     | 0     | 0     | 4              | 1              | 1              | 11     | 2      | 2      |
| Club Totaal | Club Totaal      | Club Totaal    | 89         | 7          | 14         | 19    | 1     | 4     | 26             | 3              | 2              | 134    | 11     | 20     |
| TOTAAL      | TOTAAL           | TOTAAL         | 134        | 10         | 17         | 20    | 1     | 4     | 26             | 3              | 2              | 180    | 14     | 23     |

Bijgewerkt op 24 januari 2022.

## Interlandcarrière
James kwam uit voor verschillende Engelse nationale jeugdelftallen. Hij won met Engeland –19 het EK –19 van 2017. Hij speelde tijdens dat toernooi zelf mee in een groepswedstrijd en in de halve finale. Op 8 oktober 2020 maakte James zijn debuut voor Engeland, in de oefeninterland tegen Wales.

## Erelijst
Chelsea-jeugd
- FA Youth Cup: 2016/17, 2017/18
- U18 Premier League: 2016/17, 2017/18

 Chelsea
- UEFA Champions League: 2020/21
- UEFA Super Cup: 2021
- FIFA Club World Cup: 2021, 2025
- UEFA Conference League: 2024/25

 Engeland onder 19
- UEFA EK onder 19: 2017

 Engeland onder 20
- Toulon Espoirs-toernooi: 2017

Individueel
- Chelsea Academy Player of the Year: 2017/18
- Wigan Athletic Player of the Year: 2018/19
- Wigan Athletic Player's Player of the Year: 2018/19
- Wigan Athletic Goal of the Season: 2018/19